# Saint-Véran
Saint-Véran è un comune francese di soli 275 abitanti situato nel dipartimento delle Alte Alpi della regione della Provenza-Alpi-Costa Azzurra.
Si trova nel territorio del Queyras, noto anche come valle del Guil ed è considerato la quarta località più alta d'Europa abitata tutto l'anno.
È composto da cinque quartieri, ognuno dei quali possiede un'antica fontana:
- Pierre-Belle
- Le Villard
- La Ville
- Le Chatelet
- Les Forannes

## Luoghi e monumenti
Il centro storico è interamente pedonalizzato e composto da molte abitazioni tipiche e risalenti al XVIII secolo.
Due edifici della cittadina sono stati dichiarati monumento nazionale francese: 
- la chiesa parrocchiale, caratterizzata dal portico d'accesso alla base delle cui colonne sono posti due leoni, uno dei quali culla un neonato tra le zampe
- la Maison aux Forannes caratterizzata da una meridiana opera del 1840 del pittore piemontese Giovanni Francesco Zarbula.

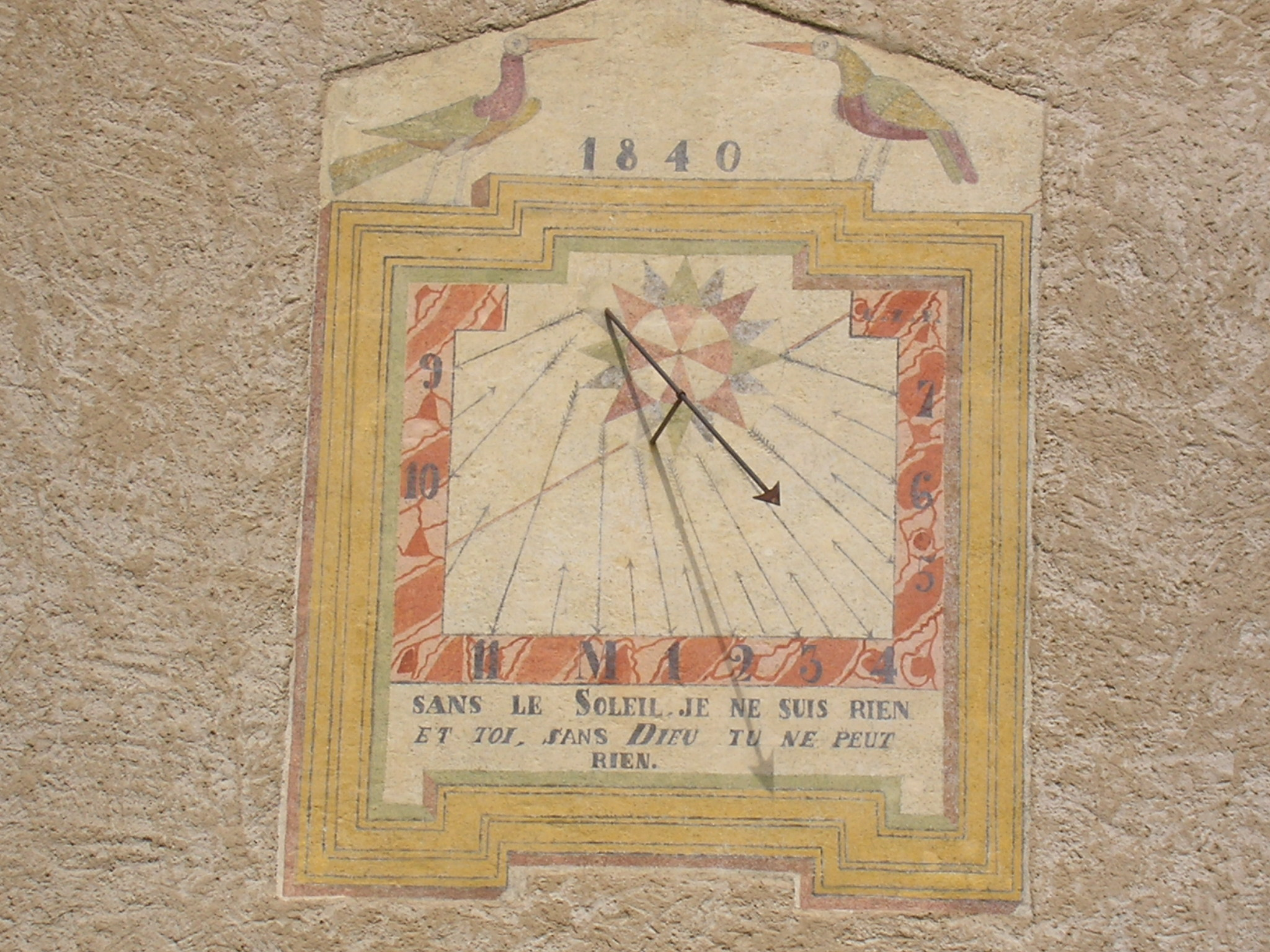
Antica meridiana sui muri del paese

### L'osservatorio astronomico
Nel 1974 l'Observatoire de Paris ha finanziato la costruzione dell'Observatoire de Saint Véran che, posto fuori dal centro abitato ad un'altitudine di 2.930 m s.l.m., detiene il record europeo d'altitudine per gli osservatori astronomici. Dall'anno 1990, le strutture dell'osservatorio sono state messe anche a disposizione degli astronomi amatoriali.

### Il sito preistorico
Proprio a ridosso del monte di Saint-Véran, è stata scoperta una miniera di rame preistorica ad un'altitudine di 2500 metri. Gli esperti hanno valutato che già verso la fine del III millennio a.C. la zona sia stata raggiunta da uomini aventi conoscenze tecniche precise sul rame e sul tipo di attività da svolgere e comunque in grado di staccare un pezzo del minerale, batterlo e scaldarlo.
I reperti storici recuperati, hanno confermato che la zona della miniera sia stata sicuramente frequentata in una fase avanzata dell'Età del bronzo (inizio II millennio a.C.), nella prima Età del ferro e nell'Età gallo-romana.

## Società

### Evoluzione demografica
Abitanti censiti